# Övre Dammen, Gästrikland
Övre Dammen är en sjö i Hofors kommun i Gästrikland och ingår i Gavleåns huvudavrinningsområde. Sjön har en area på 0,735 kvadratkilometer och ligger 78 meter över havet. Sjön avvattnas av vattendraget Gammelstillaån.

## Delavrinningsområde
Övre Dammen ingår i det delavrinningsområde (669987-154497) som SMHI kallar för Utloppet av Nedre Dammen. Medelhöjden är 92 meter över havet och ytan är 5,56 kvadratkilometer. Räknas de 8 avrinningsområdena uppströms in blir den ackumulerade arean 41,68 kvadratkilometer. Gammelstillaån som avvattnar avrinningsområdet har biflödesordning 3, vilket innebär att vattnet flödar genom totalt 3 vattendrag innan det når havet efter 66 kilometer. Avrinningsområdet består mestadels av skog (51 procent) och sankmarker (30 procent). Avrinningsområdet har 0,81 kvadratkilometer vattenytor vilket ger det en sjöprocent på 14,6 procent.